# Renato Valentini
Renato Valentini (Villa Rendena, 24 ottobre 1946 – Tione di Trento, 2 giugno 2016) è stato uno sciatore alpino italiano.

## Biografia

### Carriera sciistica
Nato nel 1946 a Javrè di Villa Rendena, entrò nella nazionale italiana a diciott'anni; sciatore polivalente con maggior propensione alle prove veloci, debuttò in campo internazionale in occasione dell'Internationalen Adelbodner Skitage 1965 (Adelboden, 3-4 gennaio), classificandosi 12º in slalom gigante, ed esordì in Coppa del Mondo il 9 gennaio 1967 nelle medesime località e specialità (27º), terza gara della stagione inaugurale del circuito.
L'anno dopo prese parte ai X Giochi olimpici invernali di Grenoble 1968, sua unica presenza olimpica e iridata, arrivando 28º nella discesa libera e non completando lo slalom gigante; nella stessa stagione vinse il Trofeo delle Cinque Nazioni disputato a Garmisch-Partenkirchen, superando Jean-Claude Killy per un centesimo di secondo. In Coppa del Mondo ottenne il miglior piazzamento il 9 febbraio 1969 a Cortina d'Ampezzo in discesa libera (15º) e prese per l'ultima volta il via il 1º febbraio 1970 a Garmisch-Partenkirchen nella medesima specialità (33º); si ritirò durante quella stessa stagione 1969-1970 e disputò le sue ultime gare internazionali in occasione del Memorial Michel Bozon (Chamonix, 28 febbraio-1 marzo), classificandosi 18º nella discesa libera, 5º nello slalom speciale e 3º nella combinata.

### Altre attività
Dopo il ritiro aprì un negozio di abbigliamento e attrezzature sportive a Madonna di Campiglio, assieme all'altro ex sciatore azzurro Franco Vidi, e fu anche allenatore di sci alpino in Trentino; morì nel 2016, a 69 anni, dopo una lunga malattia.

## Palmarès

### Campionati italiani
- 2 medaglie[9]:
  - 2 bronzi (discesa libera nel 1966; slalom speciale nel 1967)

### Campionati italiani juniores
- 5 ori[3]

## Riconoscimenti
A lui è intitolato il Memorial Renato Valentini, gara giovanile del comitato trentino della Federazione italiana sport invernali.